# Символ оператора
Символ оператора — функция, ассоциированная с оператором и отражающая те или иные его свойства. Как правило символы задаются для операторов, принадлежащих некоторой алгебре. В таком случае отображение из элементов алгебры в их символы является линейным, то есть при сложении операторов и их умножении на число соответствующие символы также складываются и умножаются на то же число. При умножении операторов их символы обычно умножаются с точностью до членов, считающихся в определённом смысле младшими. Символ оператора часто является числовой функцией числовых переменных, но бывает и что он принимает значения в некоторой алгебре, более простой чем исходная.

## Функции операторов, упорядоченных фейнмановскими номерами
Понятие символа оператора тесно связано с задачей введения функций от операторов, в некотором смысле аналогичных заданным функциям вещественных или комплексных переменных. В случае полиномов такая аналогия очевидна, нужно просто подставить в них операторы вместо переменных. Однако, операторы в общем случае не коммутируют и необходимо задать порядок их действия, что можно сделать с помощью фейнмановских номеров, например:
{\displaystyle ({\overset {1}{A}}+{\overset {2}{B}})^{2},}
означает, что оператор {\displaystyle A} действует первый, а оператор {\displaystyle B} вторым, то есть
{\displaystyle ({\overset {1}{A}}+{\overset {2}{B}})^{2}={\overset {1}{A^{2}}}+2{\overset {1}{A}}{\overset {2}{B}}+{\overset {2}{B^{2}}}=A^{2}+2BA+B^{2}.}

### Пространство полиномиальных символов
Пусть задана операторная алгебра {\displaystyle \mathbb {A} }
{\displaystyle A_{1},\dots ,A_{n}\in \mathbb {A} ,\quad n\in \mathbb {N} .}
{\displaystyle \mathbb {C} [x_{1},\dots ,x_{n}]} — множество многочленов от {\displaystyle n} переменных.
Пусть определено отображение
{\displaystyle \mu _{{\overset {1}{A_{1}}},\dots ,{\overset {n}{A_{n}}}}^{p}:\mathbb {C} [x_{1},\dots ,x_{n}]\rightarrow \mathbb {A} ,}
которое сопоставляет многочлену {\displaystyle f\in \mathbb {C} [x_{1},\dots ,x_{n}]}:
{\displaystyle f(x_{1},\dots ,x_{n})=\sum \limits _{|\alpha |\leqslant m}C_{\alpha _{1}\dots \alpha _{n}}x_{1}^{\alpha _{1}}\dots x_{n}^{\alpha _{n}}}
оператор
{\displaystyle f({\overset {1}{A_{1}}},\dots ,{\overset {n}{A_{n}}}){\stackrel {\mathrm {def} }{=}}\mu _{{\overset {1}{A_{1}}},\dots ,{\overset {n}{A_{n}}}}^{p}(f)=\sum \limits _{|\alpha |\leqslant m}C_{\alpha _{1}\dots \alpha _{n}}A_{n}^{\alpha _{n}}\dots A_{1}^{\alpha _{1}}.}
Функция {\displaystyle f} называется символом оператора {\displaystyle \mu _{{\overset {1}{A_{1}}},\dots ,{\overset {n}{A_{n}}}}^{p}(f).}

### Общее определение
Пусть {\displaystyle {\mathcal {F}}_{n}} — некоторый класс функций от переменных {\displaystyle x_{1},\dots ,x_{n}}, содержащий полиномы {\displaystyle \mathbb {C} [x_{1},\dots ,x_{n}]\subseteq {\mathcal {F}}_{n}}.
Пусть задано отображение
{\displaystyle \mu _{{\overset {1}{A_{1}}},\dots ,{\overset {n}{A_{n}}}}:{\mathcal {F}}_{n}\rightarrow \mathbb {A} }
Со следующими свойствами:
1. Отображение {\displaystyle \mu _{{\overset {1}{A_{1}}},\dots ,{\overset {n}{A_{n}}}}} линейно.
2. {\displaystyle \mu _{A}} гомоморфизм алгебр с единицей, причём если {\displaystyle f(x)=x}, то {\displaystyle \mu _{A}(f)=A}.
3. Если {\displaystyle f(x_{1},\dots ,x_{n})=f_{1}(x_{1})\dots f_{n}(x_{n})}, то {\displaystyle \mu _{{\overset {1}{A_{1}}},\dots ,{\overset {n}{A_{n}}}}(f)=\mu _{A_{n}}(f_{n})\dots \mu _{A_{1}}(f_{1}).}
4. {\displaystyle \forall f\in \mathbb {C} [x_{1},\dots ,x_{n}]\quad \mu _{{\overset {1}{A_{1}}},\dots ,{\overset {n}{A_{n}}}}(f)=\mu _{{\overset {1}{A_{1}}},\dots ,{\overset {n}{A_{n}}}}^{p}(f).}

Функция {\displaystyle f} называется символом оператора {\displaystyle f({\overset {1}{A_{1}}},\dots ,{\overset {n}{A_{n}}}){\stackrel {\mathrm {def} }{=}}\mu _{{\overset {1}{A_{1}}},\dots ,{\overset {n}{A_{n}}}}(f).}